# Liao Ming-Hsiung
Detta är ett kinesiskt namn; familjenamnet är Liao.

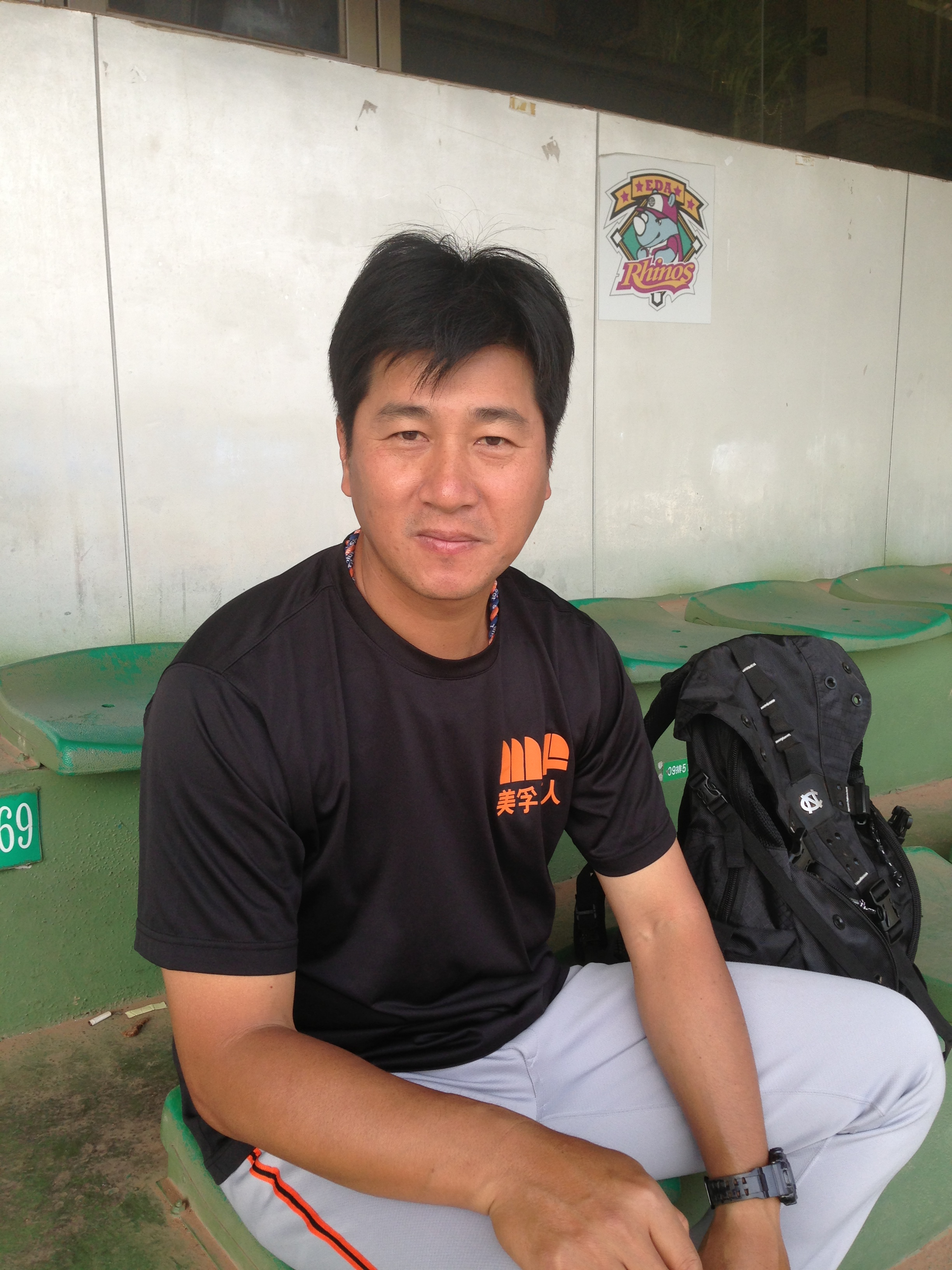
Liao Ming-Hsiung

Liao Ming-Hsiung (kinesiska: 廖敏雄; pinyin: Liào Mǐnxióng), född den 18 oktober 1968 i Hengchun på Taiwan, är en före detta basebollspelare som tog silver vid olympiska sommarspelen 1992 i Barcelona.